# (419624) 2010 SO16
(419624) 2010 SO16 è la denominazione astronomica temporanea di un oggetto (Asteroide near-Earth) scoperto dal Wide-field Infrared Survey Explorer telescopio. La sua orbita è stata descritta da Christou Apostolos e David J. Asher all'Osservatorio di Armagh in Irlanda. L'oggetto ha una magnitudine assoluta di 20,5 e diverse centinaia di metri di diametro.
(419624) 2010 SO16 possiede un'orbita a ferro di cavallo che gli permette di convivere nelle vicinanze dell'orbita terrestre senza collidere.
È uno dei pochi asteroidi caratterizzati da questo tipo di orbita: un gruppo che include anche 3753 Cruithne.
Tuttavia esso non è né un asteroide Aten né un asteroide Apollo perché il semiasse maggiore della sua orbita non è né più grande, né più piccolo di 1 au, ma oscilla approssimativamente fra 0,996 e 1,004 au, con un periodo di circa 350 anni.
Nel suo ciclo con orbita a ferro di cavallo di 350 anni, non si avvicina mai alla Terra più di 0,15 au.
Varie simulazioni postulano che (419624) 2010 SO16 rimarrà nella sua orbita per almeno altri 120 000 anni e probabilmente per più di un milione di anni.
Questa predizione conferisce una stabilità orbitale che è inusuale, se comparata con quella di altri oggetti simili a 2010 SO16. Una ragione per questa stabilità è la sua bassa eccentricità orbitale che è minore di 0,084.